# Combretum bipindense
Espèce
Combretum bipindense est une espèce de plantes à fleurs de la famille des Combretaceae. Elle pousse en Afrique tropicale de l’Ouest.

## Taxonomie
L'épithète spécifique bipindense fait référence à Bipindi, une localité située au sud du Cameroun.

## Description
Il s’agit d’une liane arbustive sarmenteuse. Ses fleurs sont blanches. De petites écailles rouges sont présentes sous les feuilles.
Elle se retrouve dans les forêts, principalement au Cameroun.